# Mosses, Alabama
Mosses là một thị trấn thuộc quận Lowndes, tiểu bang Alabama, Hoa Kỳ. Dân số năm 2009 là 1006 người, mật độ đạt 82 người/km².